# Andinoacara
Andinoacara – rodzaj słodkowodnych ryb okoniokształtnych z rodziny pielęgnicowatych (Cichlidae).
Został opisany w 2009 roku. Zaliczane do niego gatunki były wcześniej klasyfikowane w rodzaju Aequidens. Gatunkiem typowym rodzaju jest Acara latifrons.
Ryby z tego rodzaju występują na terenie Ameryki Południowej i Środkowej, głównie na obszarze zlewowym pacyficznej części Andów i dorzecza rzeki Orinoko.

## Klasyfikacja
Gatunki zaliczane do tego rodzaju:
- Andinoacara biseriatus (Regan, 1913)
- Andinoacara blombergi Wijkmark, Kullander & Barriga Salazar, 2012
- Andinoacara coeruleopunctatus (Kner, 1863)
- Andinoacara latifrons (Steindachner, 1878) – akara platynowa[3]
- Andinoacara pulcher (Gill, 1858) – akara błękitna[4], akara zielona[5]
- Andinoacara rivulatus (Günther, 1860) – akara pomarańczowopłetwa[6]
- Andinoacara sapayensis (Regan, 1903)
- Andinoacara stalsbergi Musilová, Schindler & Staeck, 2009

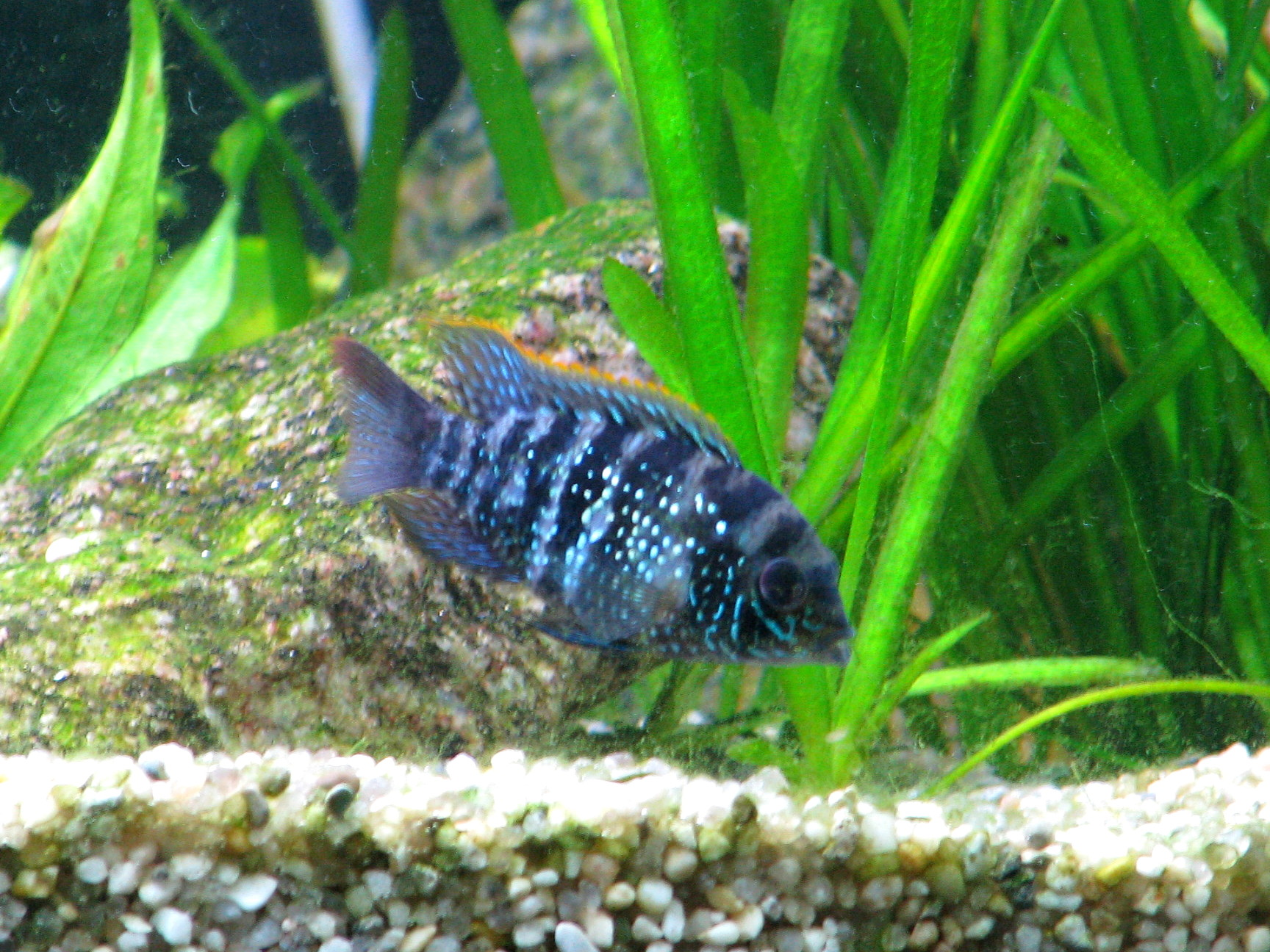
Andinoacara pulcher